# Escut de Santa Maria de Besora

Escut oficial de Santa Maria de Besora

L'escut oficial de Santa Maria de Besora té el següent blasonament:
Escut caironat partit: 1r. de gules, un mont d'or movent de la punta somat d'un castell d'argent tancat de sable; 2n. de sable, 3 pals d'argent. Per timbre una corona de marquès.

## Història
Va ser aprovat el 29 de gener de 1987 i publicat al DOGC el 6 de març del mateix any amb el número 812.
S'hi representa el castell de la localitat dalt d'un turó i les armes dels Besora (barons i, des de 1698, marquesos): tres pals d'argent sobre camper de sable. La corona recorda que el castell fou el centre del marquesat de Besora.